# Championnat de Russie de football 2002
Navigation
Saison précédente Saison suivante
La saison 2002 de Premier-Liga est la onzième édition de la première division russe.
Il s'agit de la première édition de la compétition sous sa nouvelle appellation, la formule du championnat demeure inchangée, la seule différence est l'accession à plus de liberté vis-à-vis de la Ligue de football professionnel pour les clubs de première division.
Lors de cette saison, le Spartak Moscou a tenté de conserver son titre de champion de Russie face aux quinze meilleurs clubs russes lors d'une série de matchs se déroulant sur toute l'année.
Chacun des seize clubs participant au championnat a été confronté à deux reprises aux quinze autres.
Trois places étaient qualificatives pour les compétitions européennes, la quatrième place étant celles du vainqueur de la Coupe de Russie 2002-2003.
C'est le Lokomotiv Moscou qui a été sacré champion de Russie pour la première fois de son histoire.

## Clubs participants
CSKA Moscou
Dynamo Moscou
Lokomotiv Moscou
Spartak Moscou
Torpedo Moscou
Torpedo-ZIL Moscou
Légende des couleurs
- Phase de groupes de la Ligue des champions 2002-2003
- Troisième tour de qualification de la Ligue des champions 2002-2003
- Premier tour de la Coupe UEFA 2002-2003
- Tour préliminaire de la Coupe UEFA 2002-2003
- Deuxième tour de la Coupe Intertoto 2002
- Promu de deuxième division

| Club                     | Présent depuis | Classement 2001 | Entraîneur                        | Stade                  | Capacité théorique |
| ------------------------ | -------------- | --------------- | --------------------------------- | ---------------------- | ------------------ |
| Spartak Moscou           | 1992           | 1               | Oleg Romantsev                    | Stade Loujniki         | 84 745             |
| Lokomotiv Moscou         | 1992           | 2               | Iouri Siomine                     | Stade Lokomotiv        | 28 800             |
| Zénith Saint-Pétersbourg | 1996           | 3               | Boris Rappoport (en)              | Stade Petrovski        | 22 000             |
| Torpedo Moscou           | 1992           | 4               | Sergueï Petrenko                  | Stade Eduard Streltsov | 13 200             |
| Krylia Sovetov Samara    | 1992           | 5               | Aleksandr Tarkhanov               | Stade Metallourg       | 33 220             |
| Saturn Ramenskoïe        | 1999           | 6               | Vladimir Chevtchouk (en)          | Stade Saturn           | 14 685             |
| CSKA Moscou              | 1992           | 7               | Valeri Gazzaev                    | Stade Loujniki         | 84 745             |
| Sokol Saratov            | 2001           | 8               | Leonid Tkatchenko (en)            | Stade Lokomotiv        | 15 000             |
| Dynamo Moscou            | 1992           | 9               | Viktor Prokopenko                 | Stade Dynamo           | 36 540             |
| Rotor Volgograd          | 1992           | 10              | Vladimir Salkov (en)              | Stade central          | 32 120             |
| Alania Vladikavkaz       | 1992           | 11              | Bakhva Tedeïev (en)               | Stade Spartak          | 32 600             |
| Rostselmach Rostov       | 1995           | 12              | Sergueï Balakhnine (en) (intérim) | Olimp-21 vek           | 15 840             |
| Anji Makhatchkala        | 2000           | 13              | Gadji Gadjiev                     | Stade Dinamo           | 15 200             |
| Torpedo-ZIL Moscou       | 2001           | 14              | Vadim Nikonov                     | Stade Eduard Streltsov | 13 200             |
| Chinnik Iaroslavl        | 2002           | 1 (D2)          | Aleksandr Pobegalov (en)          | Stade Chinnik          | 22 990             |
| Ouralan Elista           | 2002           | 2 (D2)          | Revaz Dzodzouachvili              | Stade Ouralan          | 15 200             |

### Changements d'entraîneur
| Club                     | Entraîneur partant               | Date de départ | Entraîneur arrivant               | Date d'arrivée |
| ------------------------ | -------------------------------- | -------------- | --------------------------------- | -------------- |
| Dynamo Moscou            | Aleksandr Novikov                | avril 2002     | Viktor Prokopenko                 | avril 2002     |
| Sokol Saratov            | Aleksandr Korechkov (en)         | avril 2002     | Anatoli Aslamov (intérim)         | avril 2002     |
| Anji Makhatchkala        | Leonid Tkatchenko (en)           | mai 2002       | Aleksandr Reshetniak (intérim)    | mai 2002       |
| Sokol Saratov            | Anatoli Aslamov (intérim)        | mai 2002       | Leonid Tkatchenko (en)            | mai 2002       |
| Anji Makhatchkala        | Aleksandr Reshetniak (intérim)   | juin 2002      | Myron Markevych                   | juin 2002      |
| Alania Vladikavkaz       | Volodymyr Muntian                | juin 2002      | Bakhva Tedeïev (en)               | juillet 2002   |
| Torpedo Moscou           | Vitali Chevtchenko               | juillet 2002   | Sergueï Petrenko                  | juillet 2002   |
| Zénith Saint-Pétersbourg | Iouri Morozov                    | juillet 2002   | Mikhaïl Birioukov (en) (intérim)  | juillet 2002   |
| Anji Makhatchkala        | Myron Markevych                  | août 2002      | Gadji Gadjiev                     | août 2002      |
| Ouralan Elista           | Sergueï Pavlov                   | août 2002      | Revaz Dzodzouachvili              | août 2002      |
| Rostselmach Rostov       | Anatoli Baïdatchny               | août 2002      | Sergueï Balakhnine (en) (intérim) | août 2002      |
| Zénith Saint-Pétersbourg | Mikhaïl Birioukov (en) (intérim) | août 2002      | Boris Rappoport (en)              | août 2002      |

## Compétition

### Qualifications en coupes d'Europe
À l'issue de la saison, le champion s'est qualifié pour le troisième tour préliminaire de la Ligue des champions 2003-2004, le deuxième s'est quant à lui qualifié pour le deuxième tour préliminaire de cette même Ligue des champions.
Alors que le vainqueur de la Coupe de Russie 2003-2004 a pris la première des deux places en Coupe UEFA 2002-2003, l'autre place est revenue au quatrième du championnat. Il est à noter cependant que cette dernière n'était qualificative que pour le tour de qualification de la compétition et non pour le premier tour comme la précédente.

### Classement
Le classement est établi sur le barème classique de points (victoire à 3 points, match nul à 1, défaite à 0).
Pour départager les équipes à égalité de points, on tient d'abord compte des confrontations directes, puis si la qualification ou la relégation est en jeu, les deux équipes jouent une rencontre d'appui sur terrain neutre.
| Rang | Équipe                   | Pts | J  | G  | N  | P  | Bp | Bc | Diff |
| ---- | ------------------------ | --- | -- | -- | -- | -- | -- | -- | ---- |
| 1    | Lokomotiv Moscou         | 66  | 30 | 19 | 9  | 2  | 46 | 14 | +32  |
| 2    | CSKA Moscou              | 66  | 30 | 21 | 3  | 6  | 60 | 26 | +34  |
| 3    | Spartak Moscou T C       | 55  | 30 | 16 | 7  | 7  | 49 | 36 | +13  |
| 4    | Torpedo Moscou           | 50  | 30 | 14 | 8  | 8  | 47 | 32 | +15  |
| 5    | Krylia Sovetov Samara    | 49  | 30 | 15 | 4  | 11 | 39 | 32 | +7   |
| 6    | Saturn Ramenskoïe        | 47  | 30 | 13 | 8  | 9  | 41 | 37 | +4   |
| 7    | Chinnik Iaroslavl P      | 47  | 30 | 13 | 8  | 9  | 42 | 37 | +5   |
| 8    | Dynamo Moscou            | 42  | 30 | 12 | 6  | 12 | 38 | 33 | +5   |
| 9    | Rotor Volgograd          | 38  | 30 | 11 | 5  | 14 | 27 | 34 | -7   |
| 10   | Zénith Saint-Pétersbourg | 33  | 30 | 8  | 9  | 13 | 36 | 42 | -6   |
| 11   | Rostselmach Rostov       | 31  | 30 | 7  | 10 | 13 | 29 | 49 | -20  |
| 12   | Alania Vladikavkaz       | 30  | 30 | 8  | 6  | 16 | 31 | 42 | -11  |
| 13   | Ouralan Elista P         | 29  | 30 | 6  | 11 | 13 | 32 | 42 | -10  |
| 14   | Torpedo-ZIL Moscou       | 28  | 30 | 6  | 10 | 14 | 20 | 39 | -19  |
| 15   | Anji Makhatchkala        | 25  | 30 | 5  | 10 | 15 | 22 | 43 | -21  |
| 16   | Sokol Saratov            | 23  | 30 | 5  | 8  | 17 | 24 | 45 | -21  |

| Légende : Qualifications et relégations | Légende : Qualifications et relégations                                               |
| --------------------------------------- | ------------------------------------------------------------------------------------- |
|                                         | Ligue des champions 2003-2004 (3e tour préliminaire)                                  |
|                                         | Ligue des champions 2003-2004 (2e tour préliminaire)                                  |
|                                         | Coupe UEFA 2003-2004 (1er tour)                                                       |
|                                         | Coupe UEFA 2003-2004 (Tour de qualification)                                          |
|                                         | Relégation en deuxième division                                                       |
|                                         | T : Tenant du titre 2001 P : Promu 2001 C : Vainqueur de la Coupe de Russie 2002-2003 |

### Matchs
| Résultats (▼dom., ►ext.)                                   | Ala | Anj | CSK | DyM | Kry | LoM | Ros | Rot | Sat | Chi | Sok | SpM | ToM | ToZ | Ura | Zén |
| Alania Vladikavkaz                                         |     | 1-1 | 0-1 | 1-2 | 1-4 | 1-1 | 2-1 | 0-1 | 0-1 | 2-1 | 3-2 | 4-3 | 1-1 | 5-2 | 2-3 | 1-0 |
| Anji Makhatchkala                                          | 0-1 |     | 2-1 | 0-1 | 0-2 | 0-0 | 4-1 | 2-1 | 1-1 | 0-1 | 0-1 | 3-3 | 0-1 | 0-0 | 1-1 | 2-0 |
| CSKA Moscou                                                | 1-0 | 3-1 |     | 2-3 | 2-0 | 0-1 | 5-1 | 2-0 | 2-3 | 2-0 | 3-0 | 2-1 | 2-3 | 4-0 | 2-1 | 1-0 |
| Dynamo Moscou                                              | 0-1 | 2-0 | 1-2 |     | 0-1 | 1-2 | 5-0 | 2-3 | 1-1 | 0-1 | 2-1 | 0-1 | 3-3 | 1-1 | 1-0 | 0-2 |
| Krylia Sovetov Samara                                      | 1-0 | 4-0 | 0-2 | 0-0 |     | 1-0 | 3-2 | 1-0 | 1-0 | 4-1 | 0-1 | 0-2 | 1-0 | 0-0 | 1-1 | 1-0 |
| Lokomotiv Moscou                                           | 1-0 | 0-0 | 0-0 | 3-0 | 2-0 |     | 3-0 | 3-0 | 2-0 | 2-1 | 2-0 | 1-1 | 1-0 | 3-0 | 1-0 | 2-1 |
| Rostselmach Rostov                                         | 1-1 | 2-0 | 3-2 | 1-1 | 0-3 | 2-3 |     | 0-3 | 2-1 | 1-1 | 1-1 | 1-1 | 0-1 | 1-1 | 2-0 | 1-2 |
| Rotor Volgograd                                            | 2-1 | 0-0 | 0-1 | 0-0 | 2-0 | 0-2 | 0-0 |     | 1-1 | 2-0 | 2-1 | 0-3 | 1-0 | 0-0 | 2-0 | 2-1 |
| Saturn Ramenskoïe                                          | 1-0 | 1-1 | 0-3 | 0-3 | 3-1 | 2-1 | 2-0 | 2-1 |     | 2-3 | 2-1 | 1-2 | 0-0 | 1-3 | 5-2 | 1-2 |
| Chinnik Iaroslavl                                          | 2-0 | 6-0 | 1-1 | 2-1 | 4-2 | 0-0 | 1-1 | 1-0 | 1-3 |     | 2-1 | 2-2 | 2-1 | 2-0 | 1-0 | 1-1 |
| Sokol Saratov                                              | 1-1 | 1-0 | 0-1 | 0-1 | 0-0 | 0-3 | 1-2 | 3-1 | 0-0 | 1-3 |     | 2-2 | 0-4 | 0-0 | 2-0 | 2-2 |
| Spartak Moscou                                             | 2-1 | 2-1 | 0-3 | 1-0 | 3-1 | 1-2 | 0-0 | 2-0 | 0-2 | 3-0 | 2-1 |     | 0-1 | 2-1 | 0-2 | 4-3 |
| Torpedo Moscou                                             | 2-0 | 3-0 | 2-3 | 2-0 | 4-3 | 2-2 | 0-1 | 3-1 | 1-1 | 2-0 | 1-0 | 1-2 |     | 2-1 | 2-2 | 1-1 |
| Torpedo-ZIL Moscou                                         | 0-0 | 1-0 | 0-2 | 0-2 | 0-2 | 0-2 | 2-0 | 0-2 | 0-0 | 1-0 | 2-0 | 0-2 | 2-1 |     | 2-2 | 1-2 |
| Ouralan Elista                                             | 2-0 | 0-1 | 3-3 | 1-3 | 1-0 | 0-0 | 0-0 | 2-0 | 1-2 | 1-1 | 1-1 | 1-1 | 0-1 | 1-0 |     | 3-3 |
| Zénith Saint-Pétersbourg                                   | 2-1 | 2-2 | 0-2 | 1-2 | 1-2 | 1-1 | 0-2 | 1-0 | 1-2 | 1-1 | 2-0 | 0-1 | 2-2 | 0-0 | 2-1 |     |
| - Victoire à domicile - Match nul - Victoire à l'extérieur |     |     |     |     |     |     |     |     |     |     |     |     |     |     |     |     |

### Match pour le titre
Les deux premiers au classement, le CSKA et le Lokomotiv Moscou, étant à égalité de points au terme de la saison, le règlement de la saison prévoit alors comme méthode de départage un match d'appui afin de déterminer le vainqueur de la compétition.
Disputée sur terrain neutre au stade Dynamo de Moscou le 21 novembre 2002, la rencontre tourne rapidement en faveur du Lokomotiv qui ouvre la marque par l'intermédiaire de Dmitri Loskov à la sixième minute de jeu. Ce but s'avère le seul d'un match équilibré entre les deux équipes mais qui s'achève sur le premier sacre de l'histoire du Lokomotiv Moscou en championnat.
| 21 novembre 2002  | CSKA Moscou | 0 - 1   | Lokomotiv Moscou | Stade Dynamo, Moscou                             |                                                  |
| 18h00 MSK (UTC+3) |             | (0 - 1) | 6e Loskov        | Spectateurs : 34 000 Arbitrage : Valentin Ivanov | Spectateurs : 34 000 Arbitrage : Valentin Ivanov |
| 18h00 MSK (UTC+3) | Rapport     |         |                  | Spectateurs : 34 000 Arbitrage : Valentin Ivanov | Spectateurs : 34 000 Arbitrage : Valentin Ivanov |

## Statistiques
| Rang | Joueur                 | Club                     | Buts |
| ---- | ---------------------- | ------------------------ | ---- |
| 1    | Dmitri Kiritchenko     | CSKA Moscou              | 15   |
| 1    | Rolan Goussev          | CSKA Moscou              | 15   |
| 3    | Aleksandr Kerjakov     | Zénith Saint-Pétersbourg | 14   |
| 4    | Andreï Kariaka         | Krylia Sovetov Samara    | 12   |
| 4    | Vladimir Bestchastnykh | Spartak Moscou           | 12   |
| 6    | Robertas Poškus        | Krylia Sovetov Samara    | 11   |
| 6    | Serghei Rogaciov       | Saturn Ramenskoïe        | 11   |
| 6    | Igor Semchov           | Torpedo Moscou           | 11   |
| 9    | Aleksandr Chirko (en)  | Torpedo Moscou           | 10   |
| 9    | Zurab Tsiklauri (en)   | Ouralan Elista           | 10   |

| Rang | Joueur                  | Club                     | Passes |
| ---- | ----------------------- | ------------------------ | ------ |
| 1    | Rolan Goussev           | CSKA Moscou              | 11     |
| 1    | Dmitri Loskov           | Lokomotiv Moscou         | 11     |
| 3    | Dmitri Khomukha (en)    | Chinnik Iaroslavl        | 10     |
| 4    | Andreï Archavine        | Zénith Saint-Pétersbourg | 7      |
| 4    | Alekseï Meliochine (en) | Saturn Ramenskoïe        | 7      |
| 6    | Vassili Baranov         | Spartak Moscou           | 6      |

## Les 33 meilleurs joueurs de la saison
À l'issue de la saison, la fédération russe de football désigne les 33 meilleurs joueurs du championnat (ru).
Gardien
1. Sergueï Ovtchinnikov (Lokomotiv Moscou)
2. Rouslan Nigmatoulline (CSKA Moscou)
3. Valeri Chijov (en) (Saturn Ramenskoïe)

Arrière droit
1. Vadim Ievseïev (Lokomotiv Moscou)
2. Dmytro Parfenov (Spartak Moscou)
3. Dmitri Sennikov (Lokomotiv Moscou)

Défenseur central droit
1. Sergueï Ignachevitch (Lokomotiv Moscou)
2. Sargis Hovsepian (Zénith Saint-Pétersbourg)
3. Bohdan Shershun (CSKA Moscou)

Défenseur central gauche
1. Guennadi Nijegorodov (Lokomotiv Moscou)
2. Oleg Pashinin (Lokomotiv Moscou)
3. Omari Tetradze (Alania Vladikavkaz)

Arrière gauche
1. Jacob Lekgetho (Lokomotiv Moscou)
2. Ibra Kébé (Spartak Moscou)
3. Denis Ievsikov (CSKA Moscou)

Milieu droit
1. Rolan Goussev (CSKA Moscou)
2. Andreï Archavine (Zénith Saint-Pétersbourg)
3. Ognjen Koroman (Dynamo Moscou)

Milieu central
1. Elvir Rahimić (CSKA Moscou)
2. Ievgueni Aldonine (Rotor Volgograd)
3. Igor Semchov (Torpedo Moscou)

Milieu gauche
1. Andreï Kariaka (Krylia Sovetov Samara)
2. Andreï Solomatine (CSKA Moscou)
3. Igor Yanovski (CSKA Moscou)

Milieu offensif
1. Dmitri Loskov (Lokomotiv Moscou)
2. Vladimir Maminov (Lokomotiv Moscou)
3. Egor Titov (Spartak Moscou)

Attaquant droit
1. Sergueï Semak (CSKA Moscou)
2. James Obiorah (Lokomotiv Moscou)
3. Dmitri Kiritchenko (CSKA Moscou)

Attaquant gauche
1. Aleksandr Kerjakov (Zénith Saint-Pétersbourg)
2. Ruslan Pimenov (Lokomotiv Moscou)
3. Denis Popov (CSKA Moscou)

## Bilan de la saison
| Championnat de Russie de football 2002    |                              |
| Champion                                  | Lokomotiv Moscou (1er titre) |
| Coupes et trophées                        |                              |
| Vainqueur de la Coupe de Russie 2002-2003 | Spartak Moscou               |
| Qualifications continentales              |                              |
| Ligue des champions 2003-2004             | CSKA Moscou                  |
| Ligue des champions 2003-2004             | Lokomotiv Moscou             |
| Coupe UEFA 2003-2004                      | Spartak Moscou               |
| Coupe UEFA 2003-2004                      | Torpedo Moscou               |
| Promotions et relégations                 |                              |
| Promus en première division               | Rubin Kazan                  |
| Promus en première division               | Tchernomorets Novorossiisk   |
| Relégués en deuxième division             | Anji Makhatchkala            |
| Relégués en deuxième division             | Sokol Saratov                |